# Kalik
Kalik is een biermerk uit de Bahama's. Het bier wordt gebrouwen in de Commonwealth Brewery te Nassau (onderdeel van Heineken). 
Het is een blonde lager met een alcoholpercentage van 5%. Het bier werd ontwikkeld en op de markt gebracht in 1988 door Heineken en heeft een marktaandeel van meer dan 50%.